# 마이네트워크TV
MyNetworkTV(MNT, MyTV, MyNet, MNTV)는 미국의 민영방송이다. 폭스 방송 계열이며, 2006년에 CW에 가맹하지 않은 UPN과 WB의 지역 방송사를 합병하여 만든 채널이다.

## 방송 네트워크 역사
MyNetwork TV에 대한 구상은 기본적으로 WB와 UPN을 합병한 CW 텔레비전 네트워크의 발표에서 나타났다. 그보다 일찍 이루어진 여러 협상의 결과로 Fox 텔레비전 방송국 그룹은 여러 UPN의 계열사를 소유하게 되었는데 그중에는 뉴욕/뉴저지의 WWOR-TV, LA의 KCOP-TV, 시카고/인디애나주 개리의 WPWR-TV 등이 포함되었다.
당시에 불거진 UPN의 미래에 대한 우려에도 불구하고 Fox는 이 세 중계방송국을 구입하였고, UPN이 2003년에 3년 더 추가로 제휴하기로 결정하게 된다. 그 합의가 만료되자 일부 인사는 2006년을 기해 각각의 어려움을 겪게 되었고 UPN의 모회사 CBS Corporation 및 WB의 모회사 워너 브라더스에게 CW로 네트워크를 일원화할 수 있는 드문 기회를 주었다.
한편 기업 인수를 통해 뉴욕과 로스 앤젤레스, 시카고 등 대도시권의 UPN 가맹 방송국을 보유하고 있던 뉴스 코퍼레이션은 곤경에 처하게 되었다. 뉴스 코퍼레이션이 보유하고 있던 10개사의 UPN 가입국은 하나도 CW에 가입하지 않은 것이다. 그 결과, 코퍼레이션 소유 기관의 접시를 통해 2월 22일에 MyNetwork TV의 개설을 발표하였으며 WB · UPN 가맹 방송국에서 CW에 가입하지 않은 기관을 중심으로 167 방송국에서 MyNetwork TV는 탄생했다.
방송 네트워크 개설 이후 주중 저녁 2시간씩 연합된 방송 편성을 실시하고 있으며 편성하는 프로그램에 관해서는 CW가 WB · UPN의 프로그램을 많이 획득하고 있었기 때문에 중남미에서 인기 텔레노벨라(연속극)을 편성. 1년 만에 전환, 2년째 이후는 영화나 리얼리티 프로그램을 통합. 현재는 주로 대기업 네트워크에서 방송된 인기 드라마의 재방송 등을 실시하고 있다.

## 같이 보기
- The CW